# Lycia buloveci
Lycia buloveci là một loài bướm đêm trong họ Geometridae.